# Черкаська селищна рада (Краматорський район)
Черка́ська се́лищна ра́да — орган місцевого самоврядування Черкаської селищної громади у Краматорському районі Донецької області. Адміністративний центр — смт Черкаське.

## Склад ради
Рада складається з 20 депутатів та голови.
- Голова ради: Головаш Андрій Вікторович

### Керівний склад попередніх скликань
| Прізвище, ім'я, по батькові  | Основні відомості                                                | Дата обрання | Дата звільнення |
| ---------------------------- | ---------------------------------------------------------------- | ------------ | --------------- |
| Волик Анатолій Петрович      | Селищний голова, 1958 року народження, член Партії регіонів      | 26.03.2006   | 31.10.2010      |
| Падалка Сергій Володимирович | Селищний голова, 1974 року народження, освіта вища, безпартійний | 31.10.2010   |                 |

Примітка: таблиця складена за даними сайту Верховної Ради України

### Депутати
За результатами місцевих виборів 2010 року депутатами ради стали:

#### За суб'єктами висування
| Суб'єкт висування | Кількість обраних депутатів | %  |
| ----------------- | --------------------------- | -- |
| Партія регіонів   | 19                          | 95 |
| Самовисування     | 1                           | 5  |

#### За округами
| № округу        | Прізвище, ім'я, по батькові       | Дата визнання обраним | Освіта  | Партійна приналежність | Відомості про обраного депутата                                                |
| --------------- | --------------------------------- | --------------------- | ------- | ---------------------- | ------------------------------------------------------------------------------ |
| Партія регіонів |                                   |                       |         |                        |                                                                                |
| 1               | Навіженна Надія Семенівна         | 04.11.2010            | середня | член Партії регіонів   | КЛПЗ ОШМД Черкаської підстанції, фельдшер швидкої допомоги                     |
| 2               | Ісик Олена Володимирівна          | 04.11.2010            | вища    | член Партії регіонів   | Черкаська загальноосвітня школа І-ІІІ ст. № 1, вчитель                         |
| 3               | Толкачова Наталія Вікторівна      | 04.11.2010            | середня | член Партії регіонів   | Черкаський культурно-оздоровчому центрі, директор                              |
| 4               | Сузікова Ольга Василівна          | 04.11.2010            | вища    | член Партії регіонів   | Черкаськаселищна рада, інспектор військово-облікового столу                    |
| 5               | Скабелка Ірина Вікторівна         | 04.11.2010            | вища    | член Партії регіонів   | Черкаська загальноосвітня школа І-ІІІ ст. № 1, вчитель                         |
| 6               | Єжак Світлана Василівна           | 04.11.2010            | вища    | член Партії регіонів   | Черкаська амбулаторія загальної практики сімейної медицини, головний лікар     |
| 7               | Антонов Олександр Анатолійович    | 04.11.2010            | середня | позапартійний          | Підсобне сільсько-господарське підприємство шахти ім. Засядька, охоронець      |
| 8               | Батан Людмила Платонівна          | 04.11.2010            | вища    | член Партії регіонів   | Олександрівська загальноосвітня школа І-ІІІ ст., вчитель                       |
| 9               | Сулейман Валентина Леонідівна     | 04.11.2010            | середня | член Партії регіонів   | Черкаська селищна рада, діловод                                                |
| 10              | Вишневська Лідія Володимирівна    | 04.11.2010            | середня | член Партії регіонів   | Територіальний центр по обслуговуванню одиноких громадян, соціальний працівник |
| 11              | Литвинова Олена Петрівна          | 04.11.2010            | середня | член Партії регіонів   | Територіальний центр по обслуговуванню одиноких, соціальний працівник          |
| 12              | Бахталовська Галина Олександрівна | 04.11.2010            | вища    | член Партії регіонів   | Черкаська селищна рада, секретар                                               |
| 13              | Малишенко Юлія Іванівна           | 04.11.2010            | вища    | член Партії регіонів   | тимчасово не працює                                                            |
| 14              | Человян Тамара Євгенівна          | 04.11.2010            | вища    | член Партії регіонів   | Черкаська загальноосвітня школа І-ІІІ ст. № 2, вчитель                         |
| 16              | Лук'янова Наталія Петрівна        | 04.11.2010            | середня | член Партії регіонів   | Філія «Світанок», робітник по озелененню                                       |
| 17              | Мінаков Іван Іванович             | 04.11.2010            | середня | член Партії регіонів   | Станція швидкої допомоги, м. Слов'янськ, водій                                 |
| 18              | Березнєв Олександр Миколайович    | 04.11.2010            | вища    | член Партії регіонів   | Новомиколаївська загальноосвітня школа І-ІІІ ст., вчитель                      |
| 19              | Шикалова Вікторія Віталіївна      | 04.11.2010            | вища    | член Партії регіонів   | Новомиколаївська загальноосвітня школа І-ІІІ ст., вчитель                      |
| 20              | Остапюк Дмитро Іванович           | 04.11.2010            | середня | член Партії регіонів   | Новомиколаївський сільський клуб, художній керівник                            |
| Самовисування   |                                   |                       |         |                        |                                                                                |
| 15              | Вдовенко Юрій Вікторович          | 04.11.2010            | середня | позапартійний          | Слов'янський міжрайгосп, охоронець                                             |